# Falk Oppel
Falk Oppel (* 23. Januar 1944 in Darmstadt) ist ein deutscher Arzt und Hochschullehrer.

## Leben
Oppel wurde 1944 in Darmstadt geboren, wo er auch zur Schule ging. Nach dem Studium der Humanmedizin arbeitete er zunächst in Berlin am Klinikum Steglitz der Freien Universität Berlin, wo er eine Ausbildung zum Facharzt für Neurochirurgie absolvierte. 1986 wechselte er als Leiter der Neurochirurgie an die Krankenanstalten Gilead in Bielefeld, wo er als besonderen Schwerpunkt die Epilepsiechirurgie aufbauen und etablieren konnte. Bis 1997 war Oppel Vorsitzender der Arbeitsgemeinschaft für prächirurgische Epilepsiediagnostik und operative Epilepsietherapie. Oppel setzte einen besonderen Schwerpunkt seiner Arbeit auf die Ausbildung ausländischer Ärzte in der Epilepsiechirurgie, insbesondere in Südamerika und im Nahen Osten. Hierfür wurde er 2004 mit dem Bundesverdienstkreuz am Bande geehrt. 2009 ging Oppel in den Ruhestand.

## Ehrungen und Positionen
- 1997 Präsident der Deutschen Gesellschaft für Neurochirurgie
- 2004 Bundesverdienstkreuz am Bande
- 2007 Vorsitzender der Akademie für ärztliche Fortbildung der Ärztekammer Westfalen-Lippe und der KV Westfalen-Lippe
- 2007 Präsident der Deutschen Akademie für Neurochirurgie
- Ehrenmitgliedschaft der Neurochirurgischen Gesellschaft Polen
- Ehrenmitgliedschaft der Neurochirurgischen Gesellschaft Thailand